# Piccalilli

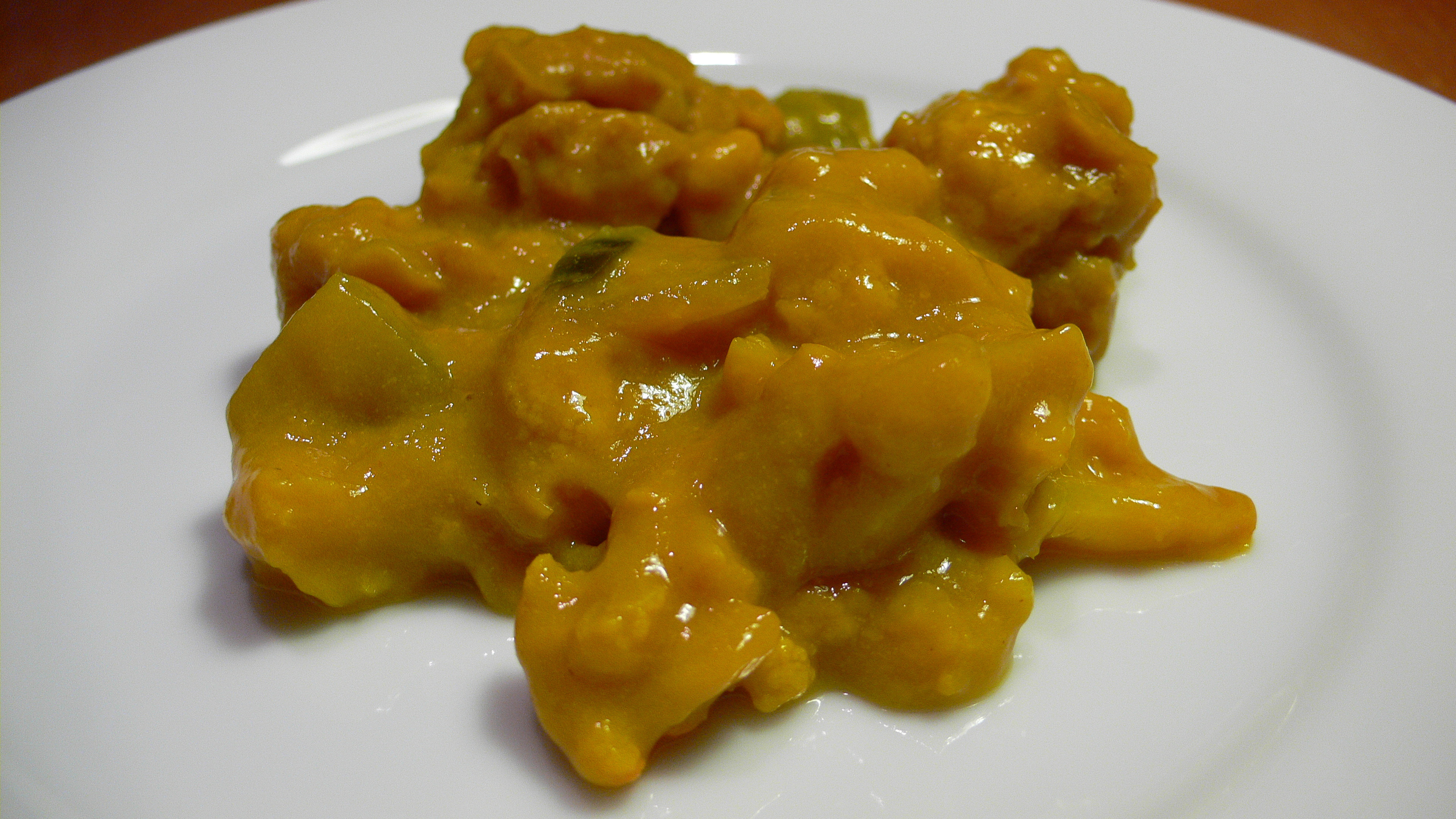
Senapspiccalilli

Piccalilli är en relish gjord på hackade inlagda grönsaker och kryddor. Tillagning och ingredienser varierar kraftigt mellan olika områden.

## Brittisk piccalilli
Piccalilli är väldigt populärt bland britter. Brittisk piccalilli innehåller olika grönsaker — blomkål och squash betraktas som essentiella — och kryddningar med bland annat senap och gurkmeja. Det används som tillbehör till annan mat så som korv, bacon, ägg, rostat bröd, ost och tomater. Det är en sötare och lite skarp inläggning, där gurkmejan ger den en ljusgul färg. Det är en populär relish till kallserverat kött så som skinka, sylta och till ploughman's lunch. Inläggningen produceras både kommersiellt och i hemmet.

## Amerikansk piccalilli
Piccailli är inte särskilt vanligt i den amerikanska södern. Istället serverar de chow-chow, en relish baserad på gröna (omogna) tomater. Relishen kan även innehålla lök, paprika, kål, haricots verts och andra grönsaker. Chow-chow är egentligen inte en piccalilli men kallas ofta för det och förväxlas ofta.
I den amerikanska mellanvästern är kommersiella piccalillivarianter baserade på finhackad ättiksgurka; och används som tillbehör till Chicago-style varmkorv (inte helt olikt bostongurka).
I den amerikanska nordöstern är kommersiella piccalillivarianter baserade på finhackad röd eller grön paprika. Den här typen av piccalilli är väldigt lik en paprikarelish, det som särskiljer den som en piccalilli är den mörkare röda eller gröna färgen samt att den, likt brittisk piccalilli, har större bitar och är lite skarpare i smaken och lite mindre söt.  Det är vanligt som topping på snabbmat som hamburgare och varmkorv.

## Etymologi
- Wiktionary har ett uppslag om piccalilli.

Första gången ordet piccalilli dyker upp i det engelska språket är 1845. Etymologin är oklar men man tror att det kan vara en variation på ordet "pickle". Det finns inget som tyder på att det skulle vara relaterat till Piccadilly Circus.
Termen "paco lilla" dyker upp i vissa versioner av Hannah Glasses "The Art of Cookery"  för att beskriva ett till synes relaterat recept på inläggningar smaksatta med ingefära.